# کشتن گبی پتیتو
در اوت ۲۰۲۱، یک زن آمریکایی به نام گبی پتیتو، در حالی که با نامزدش برایان لاندری در حال سفر با یک ون در سراسر ایالات متحده بودند، توسط نامزدش کشته شد. این سفر در ۲ ژوئیه ۲۰۲۱ آغاز شد و قرار بود چهار ماه طول بکشد. با این حال پتیتو در اواخر اوت ناپدید شد.
پس از ناپدید شدن پتیتو، زمانی که لاندری وانت پتیتو را از وایومینگ به خانه پدر و مادرش در نورث پورت فلوریدا برگرداند، به او مشکوک شدند اما وی از صحبت در مورد محل پتیتو خودداری کرد. او یکی از افراد ذی‌نفع در این پرونده تلقی شد و حکم بازداشتش به اتهام برداشت با استفاده از کارت نقدی پتیتو صادر شد. لاندری در ۱۳ سپتامبر خانهٔ خود را در فلوریدا ترک کرد و در ۱۷ سپتامبر ناپدید شد.
در ۱۹ سپتامبر، بقایای پتیتو در جنگل ملی بریجر-تتون در وایومینگ پیدا شد. کالبدشکافی نشان داد که او با خفه کردن کشته شده‌است. پس از یک ماه گمانه زنی در مورد محل اختفای لاندری، و جستجوی طولانی در منطقهٔ اطراف خانه‌اش در فلوریدا، بقایای اسکلت او در پارک Myakkahatchee Creek در ۲۰ اکتبر کشف شد. در ۲۳ نوامبر اعلام شد که لاندری به دلیل شلیک گلوله به سر خود جان خود را از دست داده‌است. اف‌بی‌آی بعداً اعلام کرد که لاندری به قتل پتیتو در دفترچه‌اش که نزدیک بقایای او پیدا شده بود، اعتراف کرده‌است.
پرونده پتیتو به دلیل فعالیت این زوج در رسانه‌های اجتماعی، فیلم‌های ویدئویی دوربین بدن پلیس، ضبط تماس‌های اضطراری و اظهارات شاهدان عینی مورد توجه ملی قرار گرفت.